# Liste von Persönlichkeiten der Stadt Herford
In dieser Liste sind Personen des öffentlichen Lebens erfasst, die in Herford geboren sind, dort gewirkt haben oder die Schule besuchten. Die Aufstellung erhebt keinen Anspruch auf Vollständigkeit.

## Ehrenbürger
Mit der Verleihung der Ehrenbürgerwürde sind die Herforder sehr sparsam umgegangen. Bis zur 1200-Jahr-Feier verzeichneten die Unterlagen der Stadt nur elf Männer, denen die Auszeichnung zuteilgeworden ist. Dabei handelt es sich überwiegend um nur lokal bekannte Personen. Die Ehrenbürgerschaft erlischt mit dem Tod. Derzeit einziger Ehrenbürger ist daher seit Juni 2022 Heiner Wemhöner.
- 1636 Anton Fürstenau, 1593–1653, Diplomat, rettet die Stadt 1636 vor ihrer Zerstörung durch die sich streitenden schwedischen und kaiserlichen Truppen.
- 1636 Karl Heinrich Aschoff, Sanitätsrat
- 1859 Karl Christian Galster, Geheimer Justizrat
- 1860 Karl Wilhelm Arnold Schulze, Justizrat
- 1873 Karl Stohlmann, Kreisgerichtsrat
- 1855 Ernst Kerstein, Sanitätsrat
- 1888 Hermann Ameler, 1811–1904, Superintendent
- 1895 Otto von Bismarck, 1815–1898, Reichskanzler
- 1908 Ludwig Quentin, 1847–1929, Oberbürgermeister
- 1914 Otto Weddigen, 1882–1915, U-Boot-Kommandant im Ersten Weltkrieg
- Hermann Höpker-Aschoff, 1884–1954, erster Präsident des Bundesverfassungsgerichts
- 1990 Karl Prüßner, 1913–2006, Kommunalpolitiker (SPD) und Gewerkschafter
- 1990 Kurt Schober, 1917–2003, Oberbürgermeister und Bürgermeister der Stadt Herford, Volkswirt und Verleger
- 2004 Heinrich Wemhöner, 1929–2006, Unternehmer
- 2022 Heiner Wemhöner, * 1950, Unternehmer und Kunstsammler

## Söhne und Töchter der Stadt
Folgende Persönlichkeiten wurden in Herford geboren:

### Politiker
- 1611 Conrad Lonicer, Jurist und Gesandter zu den Verhandlungen in Osnabrück (Westfälischer Friede)
- 1766, Johann Jakob Costenoble, Richter und Abgeordneter
- 1857, Georg von Borries, u. a. Landrat des Kreises Herford, Regierungspräsident des preußischen Regierungsbezirks Minden
- 1873, Carl von Laer, Rittergutsbesitzer, Landrat des Kreises Herford
- 1875, Carl Severing, Politiker (SPD), Reichsinnenminister, Preußischer Innenminister, MdR, MdL (Preußen, Nordrhein-Westfalen)
- 1883, Hermann Höpker-Aschoff, Politiker (DDP, FDP), Preußischer Finanzminister, MdB, MdL (Preußen), erster Präsident des Bundesverfassungsgerichts
- 1885, Gustav Krüger Gewerkschafter und Politiker (SPD), MdL Nordrhein-Westfalen
- 1886, Heinrich Höcker, Politiker (SPD), MdB, MdL (Preußen, Nordrhein-Westfalen), von 1946 bis 1961 Herforder Oberbürgermeister
- 1887, Wilhelm Nieberg, Politiker der DVP und CDU, Oberbürgermeister von Oldenburg (Oldenburg)
- 1892, Karl Steinhoff, Jurist, Politiker (SPD, SED), erster Ministerpräsident des Landes Brandenburg, Minister für Inneres der DDR
- 1897, Friederike Nadig, Politikerin (SPD), MdB
- 1908, Alexander Elbrächter, Politiker (DP, CDU)
- 1930, Heinz Landré, Politiker (CDU), MdB
- 1931, Günter Biermann, Politiker (SPD), MdB
- 1934, Rolf Kosiek, Publizist, Politiker (NPD)
- 1938, Jürgen Hasheider, Ingenieur, ehemaliger Landrat des Schwalm-Eder-Kreises (SPD)
- 1947, Elke Wülfing, Politikerin (CDU), MdB
- 1949, Reinhard Schultz, Politiker (SPD), MdB
- 1953, Arnhild Moning, politische Beamtin (SPD)
- 1954, Christian Manz, Landrat des Kreises Herford (CDU)
- 1957, Bruno Wollbrink, Bürgermeister von Herford (SPD)
- 1966, Bernd Poggemöller, Bürgermeister von Löhne (SPD)
- 1967, Barbara Scriba-Hermann, politische Beamtin
- 1982, Ali Dogan, Politiker (SPD)

### Entdecker, Erfinder, Forscher, Wissenschaftler
- 1570, Thomas Lindemann der Ältere, Rechtswissenschaftler, Hochschullehrer und Rektor
- 1610, Otto Tachenius, Mediziner und Pharmazeut, Entdecker der Fettsäure
- 1675, Heinrich Klausing, Theologe, Mathematiker, Astronom und Polyhistor
- 1688, Johann Hermann Fürstenau, Mediziner
- 1705, Gerhard Friedrich Müller, Sibirien-Forscher
- 1706, Adolf Bernhard Cramer, Historiker
- 1806, Ludwig Adolf Wiese, Pädagoge und Ministerialbeamter
- 1814, Ludwig Hölscher, Lehrer, Historiker und Philologe
- 1815, Johann Friedrich Budde, Jurist und Hochschullehrer
- 1828, Hermann Berghaus, Kartograf
- 1868, Friedrich Bokelmann, Erfinder des patentierten elektrischen Turmglockengeläutes
- 1887, Hugo Gieseking, Mathematiker
- 1892, Reinhard Maack, Tropenforscher, Entdecker der prähistorischen Weißen Dame im Brandbergmassiv
- 1895, Wilhelm Berger, HNO-Professor in Königsberg
- 1897, Erich Gutenberg, Betriebswirt
- 1898, Erich Zepler, Physiker und Schachkomponist
- 1905, Bodo von Borries, Elektrotechniker und Miterfinder des Elektronenmikroskops
- 1905, Hans-Heinrich Reckeweg, Begründer der Homotoxikologie, einer Modifizierung und Weiterentwicklung der Homöopathie
- 1922, Ernst L. Wynder, US-amerikanischer Mediziner, geboren als Ernst Ludwig Weinberg, geflohen vor der Judenverfolgung
- 1923, Hans Rogger, US-amerikanischer Historiker, geboren als Hans Rosenbaum, geflohen vor der Judenverfolgung
- 1928, Hans Leo Kornberg, Biochemiker und Professor der Universität Boston
- 1930, Hans-Heinz Emons, Chemiker
- 1934, Karl-Heinz Drexhage, Physikochemiker und Hochschullehrer
- 1936, Roland Günter, Kunst- und Kulturhistoriker
- 1937, Jürgen J. Rasch, Bauforscher
- 1939, Frank Regen, Philosophiehistoriker, Hochschullehrer
- 1941, Hans-Joachim König, Lateinamerika-Historiker
- 1948, Gerd Stüwe, Sozialwissenschaftler und Hochschullehrer
- 1949, Bernd Dewe, Soziologe, Berufs- und Bildungsforscher und Hochschullehrer
- 1951, Jürgen Kraus, Militärhistoriker und Konservator
- 1951, Monika Tworuschka, Islam- und Religionswissenschaftlerin und Kinderbuchautorin
- 1951, Ulrich Knefelkamp, Historiker
- 1953, Werner Seeger, Pneumologe
- 1957, Wolfgang Lück, Mathematiker, Professor für algebraische Topologie
- 1958, Harm-Peer Zimmermann, Volkskundler
- 1958, Ralf Otterpohl, Siedlungswasserwirtschaftler
- 1958, Claudia Wiesemann, Medizinethikerin, Medizinhistorikerin und Hochschullehrerin
- 1960, Gunilla Budde, Historikerin
- 1960, Axel Dunker, Literaturwissenschaftler
- 1961, Jörg Wrachtrup, Physiker, aufgewachsen in Exter
- 1962, Reingard M. Nischik, Literaturwissenschaftlerin und Hochschullehrerin
- 1963, Mark Mersiowsky, Historiker und Diplomatiker
- 1966, Thomas Carell, Chemiker
- 1970, Mirjam Schaub, Philosophin, Hochschullehrerin und Autorin
- 1972, Jan-Holger Kirsch, Historiker
- 1972, Dirk Wiegand, Historiker
- 1976, Hartwig Bohne, Hochschullehrer für Internationales Hotelmanagement

### Theologen, Geistliche
- um 1300, Heinrich von Herford, Dominikaner, Chronist, Historiker und Theologe
- 14. Jhd., Hermann Dwerg, päpstlicher Protonotar
- 1500, Balthasar Menz der Ältere, evangelischer Theologe
- 1594, Johannes Kitzow, lutherischer Abt von Loccum
- 1600, Johann Botsack, evangelischer Theologe
- 1675, Heinrich Klausing, lutherischer Theologe, Mathematiker, Astronom und Polyhistor
- 1761, Friedrich Wilhelm Offelsmeyer, Feldpropst in Potsdam
- 1787, Karl Kirchner, Ehrendoktor der Theologie und Pädagoge
- 1797, Reinhold Ferdinand Winzer, Pfarrer und Superintendent in Minden
- 1816, August Rauschenbusch, deutsch-amerikanischer Theologe und Baptistenpastor
- 1868, Eduard Meier zur Kapellen, evangelischer Theologe
- 1901, Wilhelm Oberhaus, Priester
- 1947, Wilhelm Leber, Stammapostel der Neuapostolischen Kirche
- 1957, Peter Klasvogt, katholischer Priester und Autor
- 1960, Karl-Heinz Wiesemann, ehemaliger Weihbischof im Erzbistum Paderborn und jetziger Bischof im Bistum Speyer

### Dichter, Schriftsteller, Publizisten
- 1636, Theodor Kornfeld, Dichter und Poetiker der Barockzeit
- 1829, Johannes von Dewall, gebürtig August Kühne, Offizier und Schriftsteller
- 1943, Friedrich Schütze-Quest, Journalist und Featureautor
- 1955, Renate Ahrens, Schriftstellerin, Anglistin und Übersetzerin
- 1958, Jörg Bollmann, Journalist
- 1961, Wiglaf Droste, Schriftsteller, Satiriker
- 1963, Achim Knorr, Comedian, Musik-Kabarettist und Songschreiber
- 1970, Stuart Mentiply, Fotograf, Autor
- 1971, Meike Krüger, Journalistin, Fernsehmoderatorin und Autorin
- 1976, Jobst Schlennstedt, Schriftsteller

### Musiker, Komponisten
- 1647, Johann Jacob Pagendarm, Kirchenmusiker
- 1857, Gustave Adolph Kerker, Komponist von Broadway-Musicals
- 1902, Friedrich Rabenschlag, Gründer des Leipziger Universitätschores
- 1909, Heinz Röttger, Komponist und Dirigent
- 1931, Ernst August Quelle, Komponist
- 1950, Isabeella Beumer, Vokalartistin und Lyrikerin
- 1954, Marian Gold, bürgerl. Hartwig Schierbaum, Begründer und Frontmann der Gruppe Alphaville
- 1957, Marlon Klein, Musiker und Produzent im Ethno-Worldbeat-Bereich
- 1958, Christoph Irmer, Violinist im Bereich der neuen Improvisationsmusik
- 1967, Fiete Felsch, Jazzmusiker und Hochschullehrer
- 1972, Lars Woldt, Bassist
- 1993, Lena-Larissa Senge, Jazzmusikerin

### Schauspieler
- 1769, Karl Ludwig Costenoble, Schauspieler, Regisseur und Schriftsteller
- 1919, Hans Quest, Schauspieler und Regisseur
- 1946, Angelika Thomas, Schauspielerin
- 1960, Ralph Herforth, Schauspieler
- 1972, Eva Hassmann, Schauspielerin, von 2000 bis 2012 Ehefrau von Otto Waalkes
- 1972, Keirut Wenzel, Schauspieler, Komiker, Moderator
- 1981, Sebastian Jäger, Schauspieler, Singer-Songwriter und Model
- 1991, Tijan Njie, Schauspieler

### Unternehmer
- 1686, Christian Klausing, Orgelbauer (am 6. Januar 1687 in Herford getauft)
- 1772, Friedrich Wilhelm Schrewe Unternehmer und Politiker
- 1827, Moritz Schauenburg, Verleger und Buchhändler
- 1836, Frederick August Otto Schwarz, Gründer des ältesten Spielzeugladens der USA[1]
- 1842, Nikolaus Dürkopp, Begründer der Dürkopp-Werke
- 1846, Friedrich Adolf Richter, Unternehmer, Produzent der Anker-Steinbaukästen
- 1847, Arnold Bendix Heine, Gründer der weltgrößten Stickereifabrik in Arbon (Schweiz).
- 1889, Walter Westfeld, Kunstsammler und Kunsthändler
- 1900, Fritz Kranefuß, Industrieller, gehörte in der Zeit des Nationalsozialismus zum Kreis der Wehrwirtschaftsführer
- 1923, Helmut Finke, Musiker und Instrumentenbauer
- 1950, Heiner Wemhöner, Unternehmer und Kunstsammler
- 1960, Christoph Thoke, Film- und Fernsehproduzent
- 1970, Oli Weiss, Filmeditor und Filmemacher

### Sportler
- 1911, Ewald Tilker, Kanute, Silbermedaillengewinner bei den Olympischen Spielen 1936
- 1912, Fritz Bondroit, Kanute, Silbermedaillengewinner bei den Olympischen Spielen 1936
- 1926, Helmut Meyer, Sportwissenschaftler und Sportfunktionär
- 1937, Wolf Nettingsmeyer, Säbelfechter, als Senior Welt-, Europa- und deutscher Meister
- 1948, Heiner Möller, Handballspieler
- 1949, Ulrich Meyer zu Bexten, Springreiter, Nationenpreisreiter
- 1952, Bernd Wehmeyer, Fußballspieler
- 1963, Uwe Buchtmann, Bahnradsportler
- 1965, Thomas Helmer, Fußballspieler
- 1973, Lars Meyer zu Bexten, Springreiter und Trainer
- 1973, Maik Walpurgis, Fußballtrainer
- 1974, Malte Urban, Radrennfahrer
- 1975, Kirstin Freye, Profitennisspielerin, ehem. Deutsche Jugendmeisterin, Australian-Open-Teilnehmerin
- 1977, Anja Monke, Profigolferin
- 1978, Josip Rašić, Fußballspieler
- 1979, Katharina Witt, Squashspielerin
- 1982, Philipp Heithölter, Fußballspieler
- 1988, Olcay Turhan, Fußballspieler
- 1990, Jenny Tamas, Eishockeyspielerin
- 1991, Diego Demme, Fußballspieler
- 1993, Kristin Pudenz, Diskuswerferin
- 1994, Louisa Lippmann, Volleyballspielerin
- 1997, Joel Birlehm, Handballtorwart
- 1997, Niklas Kiel, Basketballspieler
- 1998, Etienne Amenyido, Fußballspieler
- 1999, Edon Zhegrova, Fußballspieler
- 2003, Carlotta Wamser, Fußballspielerin

### Architekten
- 1662, Matthäus Daniel Pöppelmann, Architekt des Rokoko und Barock, Erbauer des Dresdner Zwingers
- 1886, Leopold Schmalhorst, Architekt

### Bildhauer, Maler
- 1854, Heinrich Wefing, Bildhauer
- 1901, Richard Sprick, Zeichner, Porträt- und Landschaftsmaler
- 1912, Walter Kruse, Bildhauer
- 1927, Heinz Spilker, Bildhauer
- 1933, Marianne Bleeke-Ehret, Bildhauerin
- 1950, Bruno Krenz, Maler, Professor für Kunst
- 1954, Dagmar Ojsteršek, Bildhauerin
- 1961, Asta Gröting, Bildhauerin und Hochschullehrerin
- 1968, Erik Schmidt, Maler, Filmemacher und Fotograf
- 1975, Jan Muche, Maler

### Militär
- 1668, Wichmann von Klingenberg, königlich-polnischer und kurfürstlich-sächsischer General der Kavallerie
- 1731, Karl von Hertzberg, preußischer Generalleutnant
- 1801, Heinrich Ferdinand Karl von Toll, preußischer Generalleutnant
- 1862, Hugo Karl August Bacmeister, preußischer Generalmajor der Infanterie
- 1870, Julius Maerker, deutscher Marineoffizier und letzter Kommandant des Großen Kreuzers Gneisenau im Seegefecht bei den Falklandinseln
- 1882, Otto Weddigen, U-Boot-Kommandant im Ersten Weltkrieg
- 1883, Karl Menckhoff, Jagdflieger im Ersten Weltkrieg
- 1951, Erhard Grunwald, Generalarzt der Bundeswehr
- 1964, Ulrich Reineke, Flottillenadmiral der Bundeswehr

### Sonstige
- 1878, Rudolf Korte, Gartenbaudirektor
- 1882, Fritz Vogelstrom, Opernsänger
- 1919, Rolf Weinberg, Emigrant
- 1947, Hartmut Golze, Jurist, Bundesrichter a. D.
- 1949, Horst Gläsker, Künstler
- 1950, Stefan Siller, Journalist und Radiomoderator
- 1953, Herbert Quelle, Diplomat
- 1955, Christian Bogner, Schwerverbrecher
- 1960, Bernhard Heidbreder, gefasstes früheres Mitglied der militant autonomen Untergrundgruppe Das K.O.M.I.T.E.E.
- 1967, Jörg Adolph, Filmemacher (Dokumentarfilm)
- 1968, Arno Schrader, Rechtsanwalt und Autor
- 1977, Veit Schäfermeier, Musicaldarsteller
- 1978, Andreas Ehrlich, Zauberkünstler
- 1982, Christian Ehrlich, Zauberkünstler

## Persönlichkeiten, die in der Stadt gewirkt haben
Folgende Persönlichkeiten sind keine gebürtigen Herforder, haben aber in der Stadt gewirkt:

### Äbtissinnen
- Haduwy (um 810/811–887), von vor 858 bis zu ihrem Tod Äbtissin des Frauenstifts Herford
- Imma I. (* vor 926), nach 926 Äbtissin in Herford
- Godesdiu († 1041/1042), seit 1002 Äbtissin des Damenstifts Herford und Gründerin des Stifts auf dem Berge
- Elisabeth Louise Juliane von Pfalz-Zweibrücken (1613–1667), von 1649 bis zu ihrem Tod als Elisabeth II. Fürstäbtissin des reichsunmittelbaren Stifts Herford
- Elisabeth von Herford (1618–1680), Äbtissin der Reichsabtei Herford
- Elisabeth Albertine von Anhalt-Dessau (1665–1706), als Elisabeth IV. Äbtissin des Stifts Herford
- Johanna Charlotte von Anhalt-Dessau (1682–1750), von 1729 bis zu ihrem Tod Fürstäbtissin von Herford
- Friederike Charlotte von Brandenburg-Schwedt (1745–1808), letzte Fürstäbtissin des Stifts Herford

### Politiker
- Philipp von Borries (1778–1838), von 1832 bis 1838 Landrat des Kreises Herford
- Franz von Borries (1868–1943), von 1903 bis 1933 Landrat des Kreises Herford
- Julius Finke (1880–1947), SPD-Politiker
- Friedrich Holzapfel (1900–1969), Politiker, vom 10. Juni 1945 bis 1946 Herforder Oberbürgermeister
- Hermann Busse (1903–1970), Jurist und Politiker (DDP, FDP), MdB
- Kurt Schober (1917–2003), Volkswirt, Verleger und Politiker, von 1961 bis 1984 Herforder Oberbürgermeister bzw. Bürgermeister
- Manfred Ragati (1938–2023), Oberkreisdirektor des Kreises Herford, Geschäftsführer des Elektrizitätswerkes Minden-Ravensberg GmbH, Vorsitzender des AWO-Bezirksverbandes Ostwestfalen-Lippe e. V. und Bundesvorsitzender der AWO
- Annette Fugmann-Heesing (* 1955), Stadtkämmerin in Herford, Hessische Finanzministerin, Finanzsenatorin in Berlin

### Musiker
- Wilhelm Ehmann (1904–1989), Musikwissenschaftler und Kirchenmusiker, von 1948 bis 1976 Gründungsrektor der evangelischen Landeskirchenmusikschule Herford (heute Hochschule für Kirchenmusik der Evangelischen Kirche von Westfalen)
- Arno Schönstedt (1913–2002), Organist am Herforder Münster, Mitbegründer der Westfälischen Landeskirchenmusikschule, Dozent und seit 1974 Professor an der Hochschule für Kirchenmusik
- Uwe Karsten Groß (1930–2015), Organist, Interpret, Komponist, Kirchenmusikdirektor, von 1969 Dozent und von 1976 bis 1991 Direktor der Landeskirchenmusikschule, von 1991 bis 1994 Rektor und Professor der Hochschule für Kirchenmusik
- Burghard Schloemann (1935–2025), Komponist, von 1991 bis 2000 Professor an der Hochschule für Kirchenmusik
- Rolf Schönstedt (* 1944), Landeskirchenmusikdirektor, von 1994 bis 2007 Rektor der Hochschule für Kirchenmusik
- Helmut Fleinghaus (1958–2020), Kirchenmusiker, Musikwissenschaftler und Hochschullehrer, seit 1985 Dozent, seit 1991 Professor und seit 2007 Rektor an der Hochschule für Kirchenmusik
- Matthias Nagel (* 1958), Kirchenmusiker, seit 2011 Dozent für kirchliche Popularmusik an der Hochschule für Kirchenmusik
- Helmut Schwier (* 1959), ev. Theologe, von 1988 bis 1996 Vikar und Pastor an der Herforder Christuskirche, von 1995 bis 1999 Lehrauftrag an der Hochschule für Kirchenmusik
- Stefan Kagl (* 1963), Kirchenmusiker und Konzertorganist, seit 2002 Kantor und Organist am Herforder Münster, seit 2005 Dozent für künstlerisches Orgelspiel und Improvisation an der Hochschule für Kirchenmusik

### Dirigenten
- Hermann Scherchen (1891–1966), Dirigent, von 1959 bis 1960 Chefdirigent bei der Nordwestdeutschen Philharmonie
- János Kulka (1929–2001), Dirigent, von 1975 bis 1987 Chefdirigent der Nordwestdeutschen Philharmonie
- Werner Andreas Albert (1935–2019), Dirigent, von 1969 bis 1971 Chefdirigent der Nordwestdeutschen Philharmonie
- Alun Francis (* 1943), Dirigent, von 1987 bis 1990 Generalmusikdirektor der Nordwestdeutschen Philharmonie
- Michail Jurowski (1945–2022), Chefdirigent des Rundfunkorchesters des WDR, von 1992 bis 1997 Generalmusikdirektor der Nordwestdeutschen Philharmonie
- Andris Nelsons (* 1978), Dirigent, von 2006 bis 2009 Chefdirigent der Nordwestdeutschen Philharmonie
- Eugene Tzigane (* 1981), Dirigent, von 2010 bis 2014 Chefdirigent der Nordwestdeutschen Philharmonie

### Theologen
- Jacob Montanus (um 1460–um 1534), evangelischer Theologe, Humanist und Reformator
- Johann Glandorp (1501–1564), Humanist, Pädagoge, Dichter, ev. Theologe und Reformator
- Hermann Kunst (1907–1999), evangelischer Theologe, von 1934 bis 1952 Pfarrer an der Mariengemeinde Stiftberg, von 1942 bis 1952 Superintendent des Kirchenkreises Herford, von 1950 bis 1977 erster Bevollmächtigte des Rates der Evangelischen Kirche in Deutschland (EKD) bei der Bundesregierung, von 1957 bis 1972 evangelischer Militärbischof bei der Bundeswehr
- Matthias Storck (* 1956), evangelischer Theologe und Autor

### Künstler
- Wolfgang Heinrich (1928–2020), Kunstmaler und Grafiker; seit 1958 in Herford
- Günter Frecksmeier (* 1937), Künstler, Maler, Zeichner und Grafiker; seit 2000 in Herford
- Jürgen Heckmanns (1939–2019), Künstler und Hochschullehrer, realisierte verschiedene Stadtkunstprojekte in Herford

### Sonstige
- Königin Mathilde (um 895–968), Gemahlin von König Heinrich I. und Mutter des 1. römisch-deutschen Kaisers Otto I.
- Johann Friedrich Ludwig Wachler (1767–1838), von 1790 bis 1794 Rektor des Friedrichs-Gymnasiums
- Johann Heinrich Brinkmann (1794–1848), Orgelbauer, zwischen 1819 und 1841 in Herford ansässig
- Wilhelm Normann (1870–1939), Wissenschaftler und Unternehmer; Erfinder der Fetthärtung (in Herford) und damit Begründer der Margarineherstellung
- Felix Busch (1871–1938), preußischer Beamter
- Hans Windeck (1888–1979), Generalleutnant, von 1937 bis 1939 Regimentskommandeur des Infanterieregiments 58 in Herford
- Bruno Gröning (1906–1959), sog. Wunderheiler, wurde 1949 durch eine angebliche Krankenheilung in Herford bekannt
- Friedrich August Freiherr von der Heydte (1907–1994), Rechts- und Politikwissenschaftler, Brigadegeneral der Reserve der Bundeswehr, von 1936 bis 1939 Oberleutnant und Kompaniechef in der Herforder Weddigen-Kaserne
- Gunnar Lagergren (1912–2008), Jurist, von 1964 bis 1984 Richter am Obersten Rückerstattungsgericht in Herford
- Rainer Pape (1926–2022), Museumsleiter, Stadtarchivar und Stadthistoriker
- Heinz Schön (1926–2013), Leiter des Stadttheaters und Begründer des Hoekerfestes
- Herbert F. Schubert (1931–2011), Tänzer und Choreograf, u. a. Ballettlehrer von Ute Lemper; Herbert F. Schubert erlernte in Herford den Beruf des Speditionskaufmanns
- Jan Hoet (1936–2014), Ausstellungskurator, Gründungsdirektor des Museums MARTa Herford
- Wolfgang Brinkmann (* 1950), Springreiter und Unternehmer in Herford (Bugatti).
- Matthias Wemhoff (* 1964), Mittelalterarchäologe, leitete von 1988 bis 1990 die Ausgrabungsarbeiten zum Stift Herford, woraufhin er mit der Arbeit Das Damenstift Herford. Die archäologischen Ergebnisse zur Geschichte der Profan- und Sakralbauten seit dem späten 8. Jahrhundert promoviert wurde.
- Rainer Schweppe (* 1954), Abteilungsleiter Bildung der Stadt Herford bis 2010, Stadtschulrat und berufsmäßiger Stadtrat München bis 2016 und Begründer des Münchner Lernhauskonzeptes

## Persönlichkeiten, die in Herford die Schule oder Hochschule besuchten
Folgende Persönlichkeiten sind keine gebürtigen Herforder, haben dort aber (z. T. nur zeitweise) die Schule oder Hochschule besucht und haben die Stadt dann verlassen:
- Andreas Wilms (1494–1557), Kirchenrechtler und Reformator (Lateinschule des Dwergschen Kollegs)
- Adolph Bermpohl (1833–1887), Navigationslehrer (Friedrichs-Gymnasium Herford)
- Otto Bömers (1857–1922), Jurist und Ministerpräsident von Schaumburg-Lippe (Friedrichs-Gymnasium)
- Ernst Lohmeyer (1890–1946), Theologe und Hochschullehrer (Friedrichs-Gymnasium)
- Walter Baade (1896–1960), Astronom und Astrophysiker, (Friedrichs-Gymnasium)
- Rainer Pape (1926–2022), Museumsleiter, Stadtarchivar und Stadthistoriker (Friedrichs-Gymnasium)
- Hanns Joachim Friedrichs (1927–1995), Journalist (Friedrichs-Gymnasium)
- Hans Wollschläger (1935–2007), Schriftsteller, Übersetzer, Historiker, Herausgeber, Musikwissenschaftler und Organist (Friedrichs-Gymnasium)
- Dirk Ahlers (* 1937), Aufsichtsratsvorsitzender und größter Einzelaktionär der Frosta AG (Friedrichs-Gymnasium)
- Martin Bartsch (* 1942), Kirchenmusiker, studierte 1962–1965 an der Hochschule für Kirchenmusik der Evangelischen Kirche von Westfalen
- Edgar Selge (* 1948), Schauspieler (Friedrichs-Gymnasium)
- Wolfgang Baumann (* 1948), Rechtswissenschaftler, Hochschullehrer, Autor (Friedrichs-Gymnasium)
- Horst Reusche (* 1951), Künstler, Kunst- und Geschichtswissenschaftler (Friedrich-List-Schule)
- Reinhard Göhner (* 1953), Politiker und Verbandsfunktionär (Friedrich-List-Schule)
- Gustav Peter Wöhler (* 1956), Schauspieler und Sänger (Ravensberger Gymnasium, Otto-Hahn-Schule, Anna-Siemsen-Schule)
- Martin Heckmanns (* 1971), Theaterschriftsteller (Friedrichs-Gymnasium)
- Nick Pasveer (* 1995), Schauspieler (Friedrichs-Gymnasium)

Die Malerin Gabriele Münter (1877–1962) lebte als Kind mit ihren Eltern von 1878 bis 1884 in Herford.